# Davide Fontolan
Davide Fontolan, né le 24 février 1966 à Garbagnate Milanese (Italie), est un footballeur italien, qui évoluait au poste d'ailier gauche. Au cours de sa carrière il évolue à l'AC Legnano, à Parme, à l'Udinese, au Genoa, à l'Inter, à Bologne et à Cagliari.

## Carrière
- 1982-1986 :  AC Legnano
- 1986-1987 :  Parme AC
- 1987-1988 :  Udinese Calcio
- 1988-1990 :  Genoa CFC
- 1990-1996 :  Inter Milan
- 1996-2000 :  Bologne FC
- 2000-2001 :  Cagliari Calcio[1]

## Palmarès

### Avec l'Inter
- Vainqueur de la coupe de l'UEFA en 1994

### Avec Bologne
- Vainqueur de la coupe Intertoto en 1998

### Avec le Genoa CFC
- Champion de Serie B en 1989